# Вјерски објекти у Граду Дервенти
У Граду Дервенти постоји велики број вјерских објеката. Највише богомоља имају Српска православна црква, Исламска заједница и Римокатоличка црква. 

## Српска православна црква
| Саграђена                           | Назив                                              | Слика | Мјесто                  | Координате | Напомена                                                                                        |
| ----------------------------------- | -------------------------------------------------- | ----- | ----------------------- | ---------- | ----------------------------------------------------------------------------------------------- |
| Грађен је од 1994. до 2010. године  | Храм Успења Пресвете Богородице у Дервенти         |       | Дервента                |            |                                                                                                 |
| Гради се од 2013. године            | Храм Преображења Господњег у Дервенти              |       | Дервента                |            |                                                                                                 |
| 1997. године                        | Храм Покрова Пресвете Богородице у Брестову        |       | Брестово (Станари)      |            | Брестовачка парохија основана је 1980. године, а чине је села: Брестово, Митровићи и Цвртковци. |
| 2009. године                        | Храм Светог великомученика Димитрија у Цвртковцима |       | Цвртковци               |            | Филијални храм Брестовачке парохије                                                             |
| Градња храма почела је 1996. године | Храм Рођења Пресвете Богородице у Горњем Брестову  |       | Митровићи (Станари)     |            | Филијални храм Брестовачке парохије                                                             |
|                                     | Храм Покрова Пресвете Богородице у Броду           |       | Брод (Република Српска) |            | Бродска 1. парохија при храму Покрова Пресвете Богородице                                       |
|                                     | Храм Свете великомученице Марине у Сијековцу       |       | Сијековац               |            | Филијални храм Бродске 1. парохије при храму Покрова Пресвете Богородице                        |
|                                     |                                                    |       |                         |            |                                                                                                 |
|                                     |                                                    |       |                         |            |                                                                                                 |
|                                     |                                                    |       |                         |            |                                                                                                 |
|                                     |                                                    |       |                         |            |                                                                                                 |
|                                     |                                                    |       |                         |            |                                                                                                 |
|                                     |                                                    |       |                         |            |                                                                                                 |
|                                     |                                                    |       |                         |            |                                                                                                 |
|                                     |                                                    |       |                         |            |                                                                                                 |
|                                     |                                                    |       |                         |            |                                                                                                 |
|                                     |                                                    |       |                         |            |                                                                                                 |
|                                     |                                                    |       |                         |            |                                                                                                 |
|                                     |                                                    |       |                         |            |                                                                                                 |
|                                     |                                                    |       |                         |            |                                                                                                 |

## Исламска заједница
| Саграђена                              | Назив                            | Слика | Мјесто   | Координате | Напомена |
| -------------------------------------- | -------------------------------- | ----- | -------- | ---------- | --- |
| Изграђена између 1570. и 1600. године. | Долњачка џамија                  |       | Дервента |            | Срушена током рата у Босни и Херцеговини а обновљена 16. јула 2017. године. Заједно са припадајућим харемом проглашена за национални споменик Босне и Херцеговине. |
| Изграђена је прије 1570. године.       | Градска џамија, Али-агина џамија |       | Дервента |            | Срушена у рату 1992. године |

## Римокатоличка црква
| Саграђена | Назив                        | Слика | Мјесто   | Координате | Напомена |
| --------- | ---------------------------- | ----- | -------- | ---------- | -------- |
|           | Црква светог Јураја мученика |       | Дервента |            |          |